# Tömszelence (villamosipari szerelési anyag)

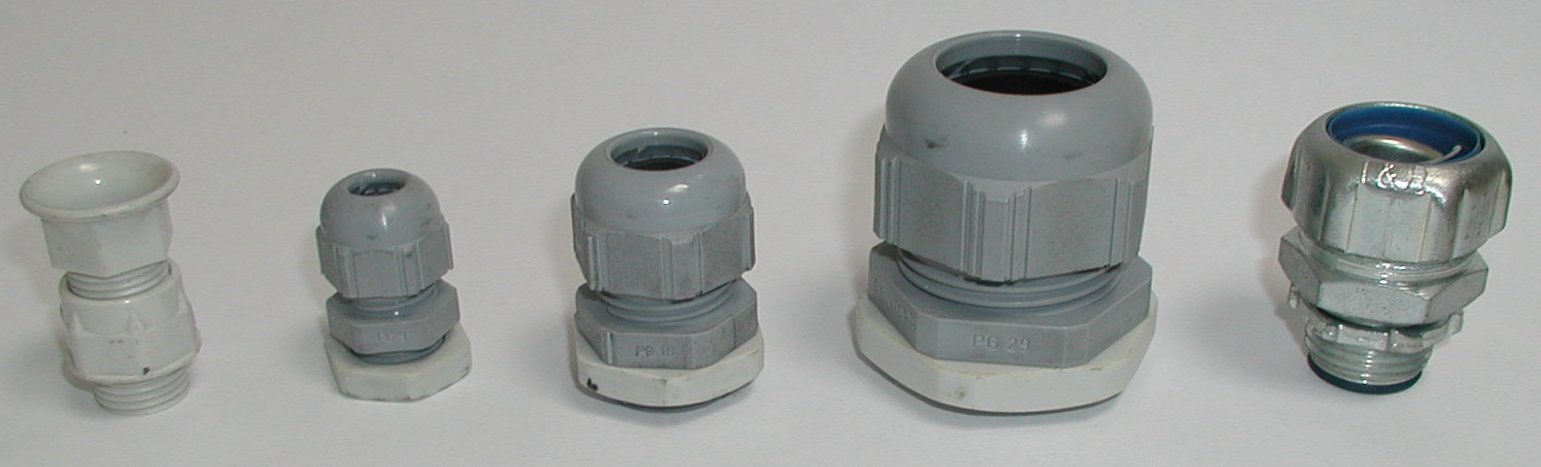
Tipikus tömszelencék

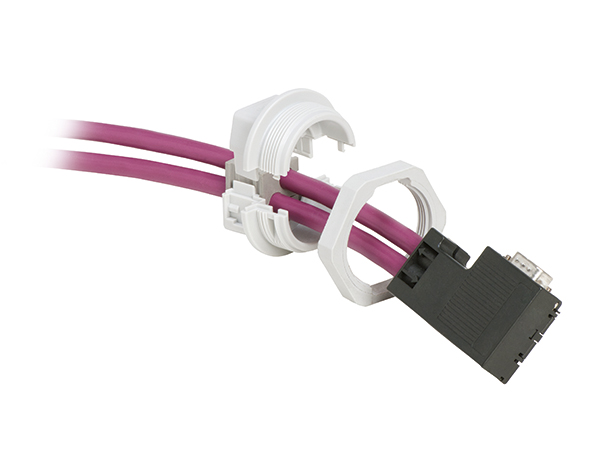
Osztott vagy összepattintható tömszelence

A tömszelence (angolul cable gland, vagy amerikai területeken még cord grip, cable strain relief, cable connector vagy cable fitting) egy villamosiparban használt szerelési anyag, amit elektromos kábelek és vezetékek elektromos eszközökhöz való mechanikus bevezetésére használnak.
A tömszelence a külső felével a csatlakoztatni kívánt eszköz burkolatán képzett körkörös furatba illeszkedik, a belső körkörös üreges részén pedig a kábel, vagy vezeték halad keresztül. A tömszelence rögzítését és a kábel mereven tartását egy-egy menetes csatlakoztatású csavaranya biztosítja. Az alsó ellenanya a burkolathoz rögzítésért felel, míg a felső anya a tömszelence belső részén lévő, műanyag- és gumirészek kábel-, vagy vezetékszigeteléshez préselését végzi.
Ha mindkettő csavaranya megfelelően meg van húzva és a megfelelő méretű tömszelence is lett kiválasztva, akkor a tömszelence egyrészt mechanikai tartást biztosít az eszközbe lépő kábelnek (például a gravitáció nem húzza ki az elektromos eszközbe alulról bevezetett kábeleket), másrészt a külső és belső részen található tömítő anyagok (jellemzően gumi) megfelelő por és nedvesség elleni védelmet biztosítanak az elektromos eszköznek. Ez a védelem a behatolás elleni védelem (angolul ingress protection vagy a magyar szaknyelvben csak egyszerűen IP védettség) skáláján általában IP66-os vagy IP68-as védelemnek felel meg.
A tömszelencét erőátviteli-, vezérlő- és telekommunikációs kábelekre és egyerű vezetékekre mind-mind használják.
Az olyan kábelekre, amiknek speciális végződése van, mely sokkal szélesebb, mint maga a kábel és így nem lehetne keresztülhúzni a hagyományos tömszelencén, osztott vagy összepattintható tömszelencét használnak.
A tömszelencéket három különböző kategóriába soroljuk a rajta található menet típusa szerint:
- vannak a PG jelölésűek (a német Panzergewinde szóból, ami Panzer-menetet jelent)
- a metrikus menetűek
- és a csőmenet szerinti menetek (ami inchben van meghatározva)

## Fordítás
- Ez a szócikk részben vagy egészben  a   Cable gland című angol Wikipédia-szócikk fordításán alapul.  Az eredeti cikk szerkesztőit annak laptörténete sorolja fel. Ez a jelzés csupán a megfogalmazás eredetét és a szerzői jogokat jelzi, nem szolgál a cikkben szereplő információk forrásmegjelöléseként.